# Хриса (дъщеря на Палант)
Вижте пояснителната страница за други значения на Хриса.
Хриса (на старогръцки: Χρύση „Злазната“, Chryse) в древногръцката митология е дъщеря на титана Палант, внучка на титана Крий.
Тя е първата съпруга на Дардан. Те имат два сина Идей и Деймант.
В брака си тя донася като зестра Паладията, свещената статуя на Атина и светилищата (Sacra) на големите богове и ги почита, както е научена. След нейната смърт Дардан се жени за Батия. Дардан разпространява почитането в Самотраки, без да запознае хората с имената на боговете.